# Jacksoneuma bradeae
Jacksoneuma bradeae är en mångfotingart som beskrevs av Henri W. Brölemann och Brade-Birks 1917. Jacksoneuma bradeae ingår i släktet Jacksoneuma och familjen snaggdubbelfotingar. Inga underarter finns listade i Catalogue of Life.